# Flughafen Aribinda

i7
i11
i13
Der Flughafen Aribinda (französisch Aérodrome d’Aribinda, IATA-Code: XAR, ICAO-Code: DFOY) ist ein Flughafen im Departement Aribinda der Soum Provinz im Norden Burkina Fasos nahe der Grenze zum Nachbarstaat Niger. Die Stadt Aribinda ist mit 91.000 Einwohnern die größte Stadt in der Region und kann vom Flughafen über die Schnellstraße R6 erreicht werden.